# Геологічна ера
Е́ра геологі́чна (рос. эра геологическая, англ. geological era, нім. geologische Ära f) — один з найбільших відрізків часу в хронології геологічної історії Землі. Підрозділ геохронологічної шкали, що є частиною еону і поділяється на періоди. Відповідає часові утворення гірських порід, які складають групу. В історії геологічного розвитку Землі від закінчення гадею виділяють 10 ер:
- еоархей,
- палеоархей,
- мезоархей,
- неоархей,
- палеопротерозой,
- мезопротерозой,
- неопротерозой,
- палеозой,
- мезозой,
- кайнозой.